# Turdinus atrigularis
La ratina golinegra (Turdinus atrigularis sinónimo Napothera atrigularis) es una especie de ave paseriforme de la familia Pellorneidae endémica de Borneo.

## Distribución y hábitat
Es endémica del norte de la isla de Borneo. Su hábitat natural son los bosques húmedos tropicales de montaña.